# Juan Kavanagh
John Arthur „Juan” Kavanagh Illaramendi (ur. 12 września 1931 w Nowym Jorku, zm. 2 lipca 1992 w Caracas) – wenezuelski szermierz. Reprezentant kraju podczas Igrzysk Olimpijskich 1952 w Helsinkach. W Helsinkach wystąpił w turnieju indywidualnym i drużynowym florecistów oraz drużynowym szablistów. W każdym z nich odpadał w pierwszej rundzie.